# The Television Ghost
The Television Ghost fue un programa de televisión estadounidense, emitido desde 1931 hasta 1933 por W2XAB, una estación televisiva experimental de la CBS, ubicada en Nueva York. Cada episodio duraba 15 minutos.
La idea del programa era que los fantasmas de gente asesinada contaran la historia de sus asesinatos. George Kelting era quien contaba la historia y actuaba como el fantasma, maquillado de blanco y con una manta sobre su cabeza. Debido a las limitaciones técnicas de la época, los efectos visuales no eran muy efectivos y por ello en el programa sólo se mostraba la cabeza de George Kelting. No existen grabaciones del programa y el único registro son fotografías.
El programa también era transmitido por radio, en W2XE y WABC.
Se cree que éste fue uno de los primeros programas de televisión en el mundo.

## Elenco y equipo
- George Kelting - narrador
- Bill Schudt - voz "en off"
- Harry Spears - ingeniero